# Aleksandra Brusztein

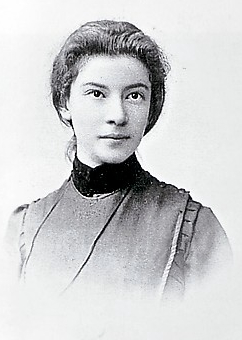
Aleksandra Brusztein (1900)

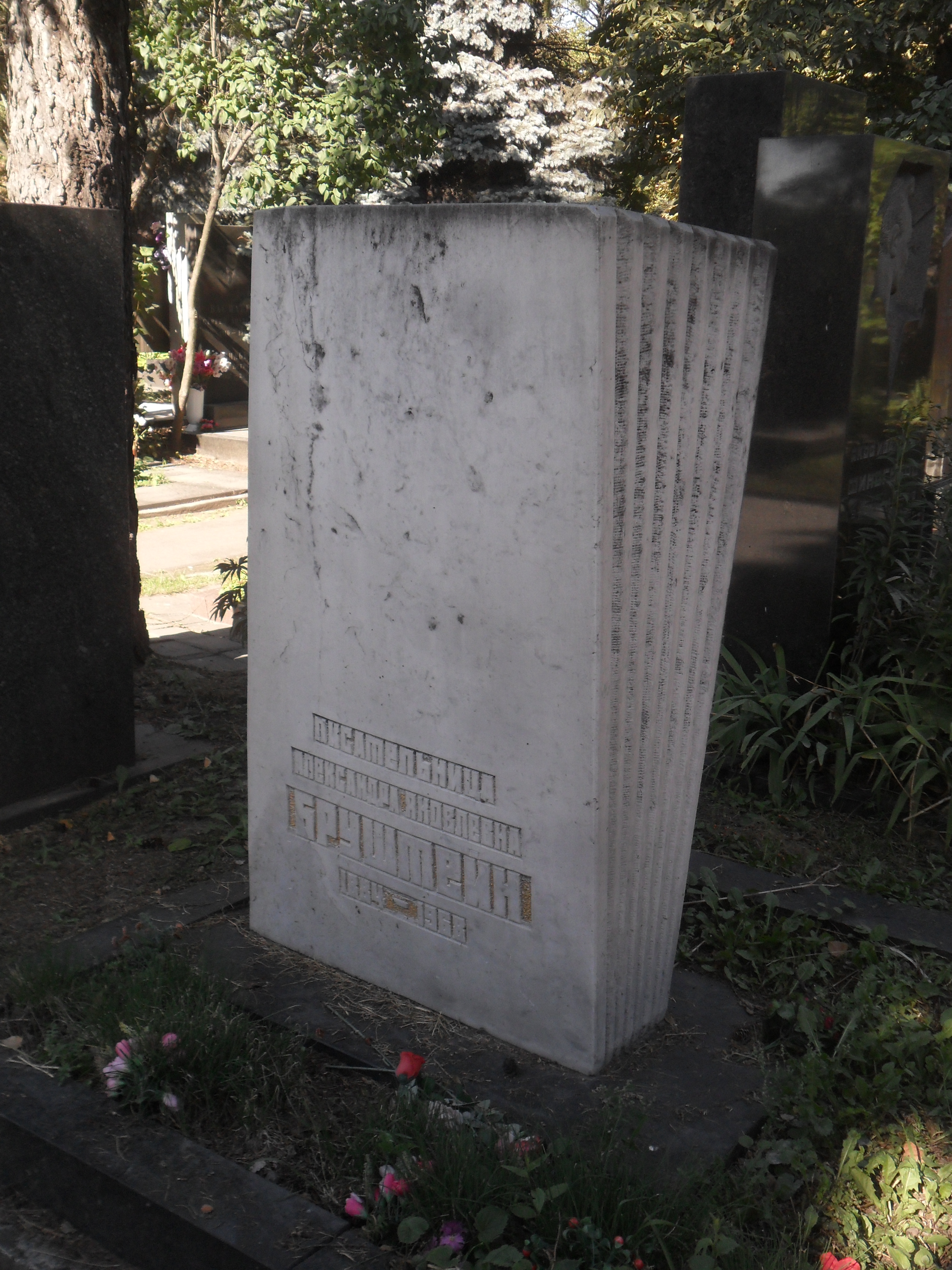
Grab auf dem Nowodewitschi-Friedhof

Aleksandra Brusztein (russisch Александра Яковлевна Бруштейн/Alěksandra Jakovlěvna Bruštejn, auch andere Schreibweisen des Namens, geboren 11. August 1884 in Wilna, Russisches Kaiserreich; gestorben 20. September 1968 in Moskau, Sowjetunion) war eine polnisch-sowjetische Schriftstellerin.

## Leben
Aleksandra Brusztein war eine Tochter des jüdischen Arztes und polnischen Politikers Jakob Wygodski, der 1941 in Wilna Opfer des Holocaust wurde, und der Elena Semonowna Jadlowkina. Sie besuchte die Bestuschewskije kursy in St. Petersburg und engagierte sich nach der Revolution 1905 im Politischen Roten Kreuz für die politischen Gefangenen, die in der Festung Schlüsselburg gefangen gehalten wurden.
Nach der Oktoberrevolution 1917 arbeitete sie in Alphabetisierungskampagnen und im politischen Theater. Sie schrieb mehr als sechzig Stücke für das Kinder- und Jugendtheater, darunter Theaterbearbeitungen von Stoffen der klassischen Literatur, so 1928 Don Quixote, 1948 Onkel Toms Hütte und 1961 über die Dreyfus-Affäre, einige Stücke auch unter dem Pseudonym A. Ya Nirge.
Sie schrieb die Erinnerungen „Seiten der Vergangenheit“ (1952) und die autobiografische Trilogie „Der Weg geht in die Ferne ...“ (1956–1961).
Brusztein war mit dem Arzt Israel Sergei Brusztein (1873–1947) verheiratet, ihre Tochter  Nadeschda Nadeschdina (1908–1979) war eine Balletttänzerin des Bolschoi-Balletts und Choreografin.